# Железничка станица Јабланица
Железничка станица Јабланица је једна од железничких станица на прузи Београд—Бар. Налази се насељу Јабланици у општини Чајетина. Пруга се наставља у једном смеру ка Штрпцима и у другом према Златибору. Железничка станица Јабланица састоји се из 3 колосека.

## Повезивање линија
- Пруга Београд—Бар